# Arhijerej
Arhijerej, u Pravoslavnoj Crkvi, počasni naslov za vladiku (episkopa); episkop koji rukovodi eparhijom. U Starom zavjetu tim je imenom nazvan "prvosveštenik", u Novom zavjetu - "Isus Hristos". Razlikujemo eparhijske i vikarne arhijereje. Eparhijskom arhijereju pripada cijela eparhijalna uprava i duhovni sud, kako nad duhovnim ličnostima, tako i nad svjetovnim. I jedni i drugi povjereni su njegovom pastirskom nadzoru, i on je dužan da o njihovim dušama daje odgovor pred Bogom. On se brine o mjesnim duhovnim i crkvenim školama i rukovodi svim crkvenim ustanovama u njegovoj eparhiji. Arhijereji-vikari su pomoćnici eparhijskih arhijereja. Usp. jerej.